# 埃米莉·奥弗霍尔特
埃米莉·奥弗霍尔特（英語：Emily Overholt，1997年10月4日—）出生于不列颠哥伦比亚省温哥华，是一名加拿大女子游泳运动员，主攻自由泳和混合泳。奥弗霍尔特在家中排行老二，她的父母都是律师。她在童年时曾接触过足球、棒球、体操等运动，大约八岁时，她跟随朋友的脚步，开始接触游泳。九岁时，她加入了West Vancouver Otters俱乐部，12岁时，她开始师从该俱乐部的主教练Janusz Kaczmarek。